# Friedrich von Knorr
Friedrich Eduard Alexander Ferdinand von Knorr (* 18. April 1807 in Habelschwerdt; † 4. April 1863 in Königsberg) war ein preußischer Generalmajor.

## Leben

### Herkunft
Friedrich war ein Sohn des preußischen Majors Andreas von Knorr († 1826) und dessen Ehefrau Charlotte, geborene Wentzel.

### Militärkarriere
Knorr besuchte die Kadettenhäuser in Kulm und Berlin. Anschließend wurde er am 8. April 1824 als Sekondeleutnant dem 23. Infanterie-Regiment der Preußischen Armee überwiesen. Von 1827 bis 1829 war er als Bataillonsadjutant tätig, stieg Anfang 9. September 1837 zum Premierleutnant auf und wurde von Ende Februar 1839 bis Ende Februar 1843 als Kompanieführer zum II. Bataillon im 22. Landwehr-Regiment in Ratibor kommandiert. Daran schloss sich bis Oktober 1844 eine Kommandierung als Führer zum 6. kombinierten Reserve-Bataillon an. Unter Beförderung zum Hauptmann wurde Knorr am 28. September 1844 zum Kompaniechef in seinem Stammregiment ernannt. Ab Ende November 1850 war er für zwei Monate als Kompanieführer zum III. Bataillon im 23. Landwehr-Regiment in Oppeln sowie am 9. Februar 1851 als Führer des 6. kombinierten Reserve-Bataillons kommandiert. In dieser Eigenschaft wurde Knorr am 11. September 1851 zum Major befördert und am 20. Dezember 1851 zum Kommandeur dieses Bataillons ernannt. Am 14. April 1853 erfolgte seine Versetzung als Kommandeur des I. Bataillons im 23. Landwehr-Regiment in Neiße sowie am 15. Oktober 1856 die Beförderung zum Oberstleutnant. Knorr war vom 20. Februar 1858 bis zum 11. März 1859 Kommandeur des 23. Infanterie-Regiments, wurde anschließend unter Stellung à la suite zunächst mit der Führung des 2. Infanterie-Regiments beauftragt und am 31. Mai 1859 als Oberst zum Kommandeur dieses Regiments ernannt. Am 8. Mai 1860 beauftragte man ihn mit der Führung des 1. kombinierten Infanterie-Regiments, aus dem zum 1. Juli 1860 das 5. Ostpreußische Infanterie-Regiment Nr. 41 hervorging. Knorr erhielt mit diesem Datum das Kommando über den Verband und wurde am 18. Oktober 1861 anlässlich der Krönungsfeierlichkeiten von König Wilhelm I. mit dem Roten Adlerorden III. Klasse mit Schleife ausgezeichnet. Unter Verleihung des Charakters als Generalmajor wurde er am 7. Februar 1863 mit Pension zur Disposition gestellt. Er starb wenig später am 4. April 1863 in Königsberg.

### Familie
Knorr heiratete am 24. März 1859 in Neiße Olga Elfriede Hulda Cäcilie von Hedemann (1841–1923), Tochter des Oberförsters Karl von Hedemann.